# Ред и закон: Одељење за специјалне жртве (7. сезона)
Седма сезона серије Ред и закон: Одељење за специјалне жртве је премијерно емитована на каналу НБЦ од 20. септембра 2005. године до 16. маја 2006. године и броји 22 епизоде. Седма сезона је емитована је уторком у 21:00. Критички је најуспешнија сезона серије јер су Мелони и Харгитејева одабрани за 58. Еми награду за серију у ударном термиину, а Мариска Харгитеј је победила.

## Продукција
Понављајући образац успостављен у другим сезонама ОСЖ-а, 1. епизода 7. сезоне је снимљена пре емитовања последње 6. сезоне. Дугогодишње ко-извршне продуценткиње ОСЖ-а, Мишел Фејзкас, Тара Батерс и Лиса Мери Питерсен напустиле су серију на крају 7. сезоне. Поред тога, дугогодишњи редитељ франшизе Ред и закон Константин Макрис отишао је, али се вратио у дванаестој сезони.
Мариска Харгитеј освојила је награду Еми за најбољу главну глумицу у драмској серији за свој наступ у епизоди "911". Ово ју је учинило првим чланом главне поставе било које серија у франшизи Ред и закон који је освојио Еми. Кристофер Мелони је био одабран за награду Еми за најбољу главну мушку улогу у драмској серији, што је било његово прво именовање за Еми. Мелони је скијао на води када су објављена именовањае за Еми 2006. године. Примио је позив са честиткама од директора серије Нила Бира и одговорио са „Супер! Враћам се на скијање“. Мелонијево именовање је очигледно било за епизоду „Цепање“. Часопис "Време ЛА" известио је да је ОСЖ такође дао понуду да Тед Котчев добије награду Еми за најбољу режију за драмску серију, али он није изабран.

## Глумачка постава
Тамара Тјуни је после пет година тумачења епизодне улоге др. Мелинде Ворнер унапређена у главну поставу.

## Улоге
- Кристофер Мелони као Елиот Стаблер
- Мариска Харгитеј као Оливија Бенсон
- Ричард Белзер као Џон Манч
- Дајен Нил као ПОТ Кејси Новак
- Ајс Ти као Фин Тутуола
- Б. Д. Вонг као др. Џорџ Хуанг
- Тамара Тјуни као др. Мелинда Ворнер
- Ден Флорек као Дон Крејген

## Епизоде
| Бр. у серији | Бр. у сезони | Наслов         | Редитељ           | Сценариста                  | Премијерно емитовање | Прод. код | Гледаоци у САД-у (милиони) |
| --- | ------------ | -------------- | ----------------- | --------------------------- | -------------------- | --------- | -------------------------- |
| 140 | 1            | "Утваре"       | Дејвид Плат       | Аманда Грин                 | 20. септембар 2005.  | 0704      | 16.82                      |
| Двадесет година након што је осуђен за силовање девојке у пубертету, Реј Шенкел пуштен је из затвора што је представља велику опасност једном детективу у пензији. Када је једна девојка у пубертету силована на путу којим би је Шенкел одвео кући, Стаблер креће на тајни задатак као сексуални преступник недавно пуштен на условну слободу како би могао да уђе у скупину која иде код истог психолога као Шенкел на исту клинику. Крејген брине да се Стаблер не ували до гуше. |              |                |                   |                             |                      |           |                            |
| 141 | 2            | "Израда"       | Дејвид Плат       | Лиса Мери Питерсен          | 27. септембар 2005.  | 0701      | 15.32                      |
| Бенсонova доводи трудницу с крова која тврди да је жртва силовања која је размишљала о самоубиству. Када је одељење оптужило њеног наводног нападача и оца детета, изгледа да је она страдала у праску. После проналаска других мушкараца који су спавали с њом упркос томе што се нису се сећали тога, детективи схватају да је жена која је још увек жива изузетно вешта преваранткиња и силоватељка која је радила по плану свог оца како би родила дете са успешним геномима. Уз помоћ своје мајке, она скрива дете све док се суд није пристао да је не шаље на робију. |              |                |                   |                             |                      |           |                            |
| 142 | 3            | "911"          | Тед Кочев         | Патрик Харбинсон            | 4. октобар 2005.     | 0707      | 16.24                      |
| Бенсонова је била на вечери када је добила позив од девојчице Марије која каже да је сама у затвореној соби. Приликом покушаја извлачења девојчице, Бенсонова је потиснута дубље у живот девојчице. Иако други службеници почињу да сумњају да је читава ствар болесна шала, Бенсонова је уверена да девојчица говори истину. Кад јје разговарала са Маријом, Бенсонова је успела да прикупи довољно података како би започела истрагу, али Маријин заточитељ има афинитет за електронику и учинио је све што је могао како би се уверио да нико не може да пронађе девојчицу коју је он купио и платио. |              |                |                   |                             |                      |           |                            |
| 143 | 4            | "Под утицајем" | Рик Валас         | Џонатан Грин                | 11. октобар 2005.    | 0703      | 14.88                      |
| Када је син у пубертету Стаблеровог старог ортака осумњичена за напад на свог школског друга, Стаблер се нашао између свог шефа који мисли да превише попушта малом и пријатеља који мисли да не помаже довољно. Стаблер тражи саветов од другог пријатеља када је случај почео да износи најгоре у њему. |              |                |                   |                             |                      |           |                            |
| 144 | 5            | "Сој"          | Константин Макрис | Роберт Нејтан               | 18. октобар 2005.    | 0705      | 14.36                      |
| Полиција је открила тела два млада педера који су били зависници од метамфетамина и жртве новог вируса који може да убије своје жртве за мање од годину дана. Тутуола сазнаје да је његов син Кен педер и тешко то прихвата. Кен помаже Бенсоновој и Тутуоли да се убаце у скупину против мета и сазнају да је вођа побио људе који су ширили вирус. Отац једне од жртава схвата да је овај злочин спасао животе и тражио да се казни блажим казном. |              |                |                   |                             |                      |           |                            |
| 145 | 6            | "РАР"          | Џонатан Каплан    | Дон ДеНун                   | 1. новембар 2005.    | 0708      | 15.20                      |
| Шестогодишњак коg су родитељи усвојили другачије расе убијен је у школи. Када su детективи довели пушку у везу се продавницом оружја, Манч и Тутуола су се суочили са мржњом неонацистичке скупине која користи продавницу као свој штаб. Скупину чине бели надмоћиста, његов син и жена која не изгледа баш тако. Када су детективи ухапсили стрелца и натерали га да сведочи, скупина се свети пуцњавом у судници у коој је погинуо судија. |              |                |                   |                             |                      |           |                            |
| 146 | 7            | "Име"          | Дејвид Плат       | Мишел Фејзкас               | 8. новембар 2005.    | 0706      | 15.76                      |
| Када су кости дечака који је нестао 1978. године пронађени на игралишту, Стаблер, који се још увек видљиво опоравља од недавне ране од ватреног оружја, сарађује са техничарем крим-технике који лично доживљава случај. Када се појавила жена која тврди да кости припадају њеном брату, поново је отворио нерешен случај тројице побијених дечака из Порторике у ком је главни осумњичени радио са саучесником. |              |                |                   |                             |                      |           |                            |
| 147 | 8            | "Глад"         | Тед Кочев         | Марџори Дејвид              | 15. новембар 2005.   | 0709      | 15.73                      |
| Када је агенција за упознавање повезана са силовањем три жене, Оливија иде на тајни задатак да извуче силоватеља и упозна хирурга који ужива у контроли жена у свом животу. Детективи су ускоро дошли до његове девојке, али је она преварена да покуша да се убије, али је остала у вегетативном стању. Правна битка између осуђеног силоватеља и мајке његове девојке врти се око тога да ли треба скинути цев за храњење. |              |                |                   |                             |                      |           |                            |
| 148 | 9            | "Успаванка"    | Питер Лето        | Патрик Харбинсон            | 22. новембар 2005.   | 0710      | 17.08                      |
| Шеснаестогодишњакињакиња је изгубила нерођено дете због тешког трбушног проблема. Њен отац наваљује да је она морала бити силована и то доводи детективе до оца детета. Екипа касније сазнаје да је девојка својевољно учествовала у премлаћивању и да је пубертетлијка сматрала да је то неопходно јер је клиник за побачаје намерно одуговлачила са термином побачаја. |              |                |                   |                             |                      |           |                            |
| 149 | 10           | "Олуја"        | Дејвид Плат       | Нил Бир и Аманда Грин       | 29. новембар 2005.   | 0711      | 17.54                      |
| Пубертетлијка и њена млађа сестра завршиле су у болници након једног дана у парку. Детективи су сазнали да је обе девојке отео из Новог Орлеанса педофил након урагана Катрина заједно с трећом сестром која је још увек нестала. Упркос мешању месног новинара, детективи су ухватили отмичара и пронашли девојку. Међутим, када је она неочекивано умрла, а лабораторија открила да је узрок тровања антракс, откривено је да је он био повезан са мушкарцем који је украо антракс из лабораторије у Новом Орлеансу током урагана. Бенсонова покушава да обавести јавност о овоме и доводи свој посао под знак питања. |              |                |                   |                             |                      |           |                            |
| 150 | 11           | "Туђин"        | Константин Макрис | Хозе Молина                 | 6. децембар 2005.    | 0702      | 16.29                      |
| Школарац је остао одузет пошто је избоден у леђа, а детективи су сазнали да је наводни починилац покушавао да заштити своју полусестру. Док је похађала католичку школу, девојчица је била стално мучена због тога што је имала две мајке. Један од њених старатеља који је никад није законито прихватио оптужен је за сексуално злостављање од стране рођених бабе и деде и девојчице. Приликом покушаја да се одлучи да ли су тврдње стварне или безобзирне, Новакова почиње да сумња да је њихов заступник починио кривоклетство. |              |                |                   |                             |                      |           |                            |
| 151 | 12           | "Заражен"      | Мишел Макларен    | Мишел Фејзкас и Тара Батерс | 3. јануар 2006.      | 0712      | 15.20                      |
| Једна мајка пронађена је мртва у свом стану, а њен син скривен у ормару иза њеног тела. Екипа успева да повеже смрт жене са човекољубом чије удружење помаже људима да се склоне са улице. Детективка Бенсон се спријатељила са истраумираним дечаком и покушава да му помогне да препозна убицу своје мајке у саставу. Међутим, он препознаје погрешног човека, а после исправља то убиством правог осумњиченог. Случај високог профила се развија око оптужбе за убиство детета и његова одбрана тврди да је његова изложеност насиљу условила да га убије. У страху од преседана који би то могао да постави, лоби за ватрено оружје подиже тужбу. Паметан правни маневар судинице Донели успева да ослободи сироче оптужбе за убиство и стави га у хранитељску породицу. |              |                |                   |                             |                      |           |                            |
| 152 | 13           | "Бљесак"       | Питер Лето        | Аманда Грин                 | 10. јануар 2006.     | 0713      | 14.72                      |
| Екипа започиње претрагу када је девојка отета док се враћала кући из школе. Приликом обраде доказа пронађених на лицу места, Ворнерова схвата да девојчица има леукемију и треба да се лечи што пре. Детективи су успели да је пронађу након захтева за ткупнином, али откривају да је отмичар, иначе наркоман коме очајнички треба новац за дрогу, брат девојчице. Стаблер и Ворнерова постају таоци када је он упао у банку како би се осветио родитељима. Да га не би убили чланови ЈХС-а, Ворнерова га је ранила у ногу и спасила му живот. |              |                |                   |                             |                      |           |                            |
| 153 | 14           | "Табу"         | Артур В. Форни    | Дон ДеНун                   | 17. јануар 2006.     | 0714      | 16.10                      |
| Прича о силовању студенткиње и трудноће постаје сумњива детективима када су сазнали да је повезана не са једним, него са два напуштена новорођенчета. Испитивање очинства касније открива да је напуштено дете последица родоскрвне везе са њеним оцем који је месни политичар ожењен другом женом. |              |                |                   |                             |                      |           |                            |
| 154 | 15           | "Обмана"       | Мет Ерл Бисли     | Хозе Молина                 | 7. фебруар 2006.     | 0715      | 15.24                      |
| Тело младе жене пронађено је када су Бенсонова и Стаблер ушли у њен лични живот и сазнали да је, поред тога пто је била заступница, она била и стриптизета. Њена сарадница у клубу касније је пронађена и убијена. Надзорни снимци и ДНК материјал указују на шефа заступнице који изгледа да живи са инвалидитетом. |              |                |                   |                             |                      |           |                            |
| 155 | 16           | "Нестала"      | Џорџ Патисон      | Џонатан Грин                | 28. фебруар 2006.    | 0716      | 13.83                      |
| Три студента се терете за силовање и убиство у нестанку Канађанке у пубертету која је отпутовала на Менхетн. На саслушању њих двојица упиру прстом у млађег и нежнијег осумњиченог. Новакова открива да му је смештено и обећава да ће га заштитити од друге двојице. Упркос томе, он је нестао након оптужнице. Без тела и само једног сведока који није у стању да сведочи, момци су пуштени. После узнемирујућих доказа међу којима је и грешка у одајама судинице Донели која је постала подмићена судска службеница, детективи су похапсили два грабљивца за убиство њиховог жртвеног јагњета. |              |                |                   |                             |                      |           |                            |
| 156 | 17           | "Сталеж"       | Арон Липстат      | Пол Грелонг                 | 21. март 2006.       | 0717      | 13.83                      |
| Када је тело студенткиње бачено у области у којој се често окупљају проститутке, Стаблер и Тутуола схватају да она има далеко више новца него студенти на буџету, а сазнали су и да је била дубоко укључена у свет интернет-коцкања и великог покера. Међу осумњиченима су цимерка жртве која је виђена са скупим прстеном, спортиста од кога је прстен украден и пријатељ жртве из детињства. Стаблер даје посебну молбу за овог другог када су га приче о његовом детињству подсетиле на своје. |              |                |                   |                             |                      |           |                            |
| 157 | 18           | "Отров"        | Питер Лето        | Џудит Мекрери               | 28. март 2006.       | 0719      | 13.48                      |
| Тутуолин син Кен Рендал позвао је Бенсонову у помоћ пошто га је полиција покупила на улици пре подне. Он тврди да је тражио леш након што је чуо причу о убиству жене и бацању њеног тела. Иако су Тутуола и његова бивша жена сигурни да Кен није убица, они су збуњени због тога што он одбија да иде на ДНК испитивање. Тутуола сумња да то има везе са Кеновим братом од тетке Дариусом Паркером који има велики досије. Када је Кен на крају дао своју ДНК, откривена је потресна породична веза. Дариус признаје да је убио жену и њено дете, али је био довољно паметан да се то признање изузме и обећао је да ће се осветити породици која га је понжавала цео живот.                                                                                               |              |                |                   |                             |                      |           |                            |
| 158 | 19           | "Кривица"      | Пол Мекрејн       | Мишел Фејзкас и Тара Батерс | 4. април 2006.       | 0718      | 15.36                      |
| Почела је потера када је Виктор Пол Гитано, недавно пуштени сексуални преступник, отео двоје деце после убиства њихове породице. Бенсонова и Стаблер траже Гитано, али преиспитују свој однос јер искушавају прилике због којих су ставили личне животе испред посла. Ортаци су успели да спасу једно дете, али Бенсонова тражи новог ортака јер осећа да су постали преблиски. |              |                |                   |                             |                      |           |                            |
| 159 | 20           | "Гојазни"      | Хуан Џ. Кампанела | Патрик Харбинсон            | 2. мај 2006.         | 0721      | 15.27                      |
| Како је Бенсонова пребачена у Одељење за рачунарске злочине, Стаблер привремено сарађује са детективом Луушусом Блејном. Блејн је први стигао на лице места девојке коју су свирепо напала два кривца пубертетлије. За осумњичене је касније откривено имају старијег брата шећераша и да му требају инвалидска колица. Детективи откривају да су жртва и њен пријатељ жртвовали гојазне људе и имали изненађујуће побуде за то. |              |                |                   |                             |                      |           |                            |
| 160 | 21           | "Мрежа"        | Питер Лето        | Пол Грелонг                 | 9. мај 2006.         | 0722      | 12.88                      |
| Осмогодишњак је повредио друга из разреда. Када су Стаблер и Тутуола позвани, они откривају да је његов отац злостављао његовог старијег брата. ДНК испитивање открива да је облик злоупотребе заразио породицу и да старији брат води сопствену порно-страницу. Администратор странице нестаје, а Рубен Моралес се придружује детективима у потрази. Њему кривица о силовању сестрића од стране интернет грабљивца утиче на расуђивање док се бавио једним од осумњичених. |              |                |                   |                             |                      |           |                            |
| 161 | 22           | "Утицај"       | Ноберто Барба     | Ијан Бидерман               | 16. мај 2006.        | 0720      | 12.97                      |
| Девојка у пубертету је лажно отужила два друга из разреда за силовање, мувала трећег и ударила деветоро пешака у саобраћајној несрећи притом убивши једног. Здравствени преглед открива да је недавно престала да пије лек за биполарни поремећај. Њени родитељи пристају да је врате на лек, али рок-звезда позната по својим негативним ставовима о кампањама психијатрије утиче на њу да то одбије. |              |                |                   |                             |                      |           |                            |